# Arménská genocida

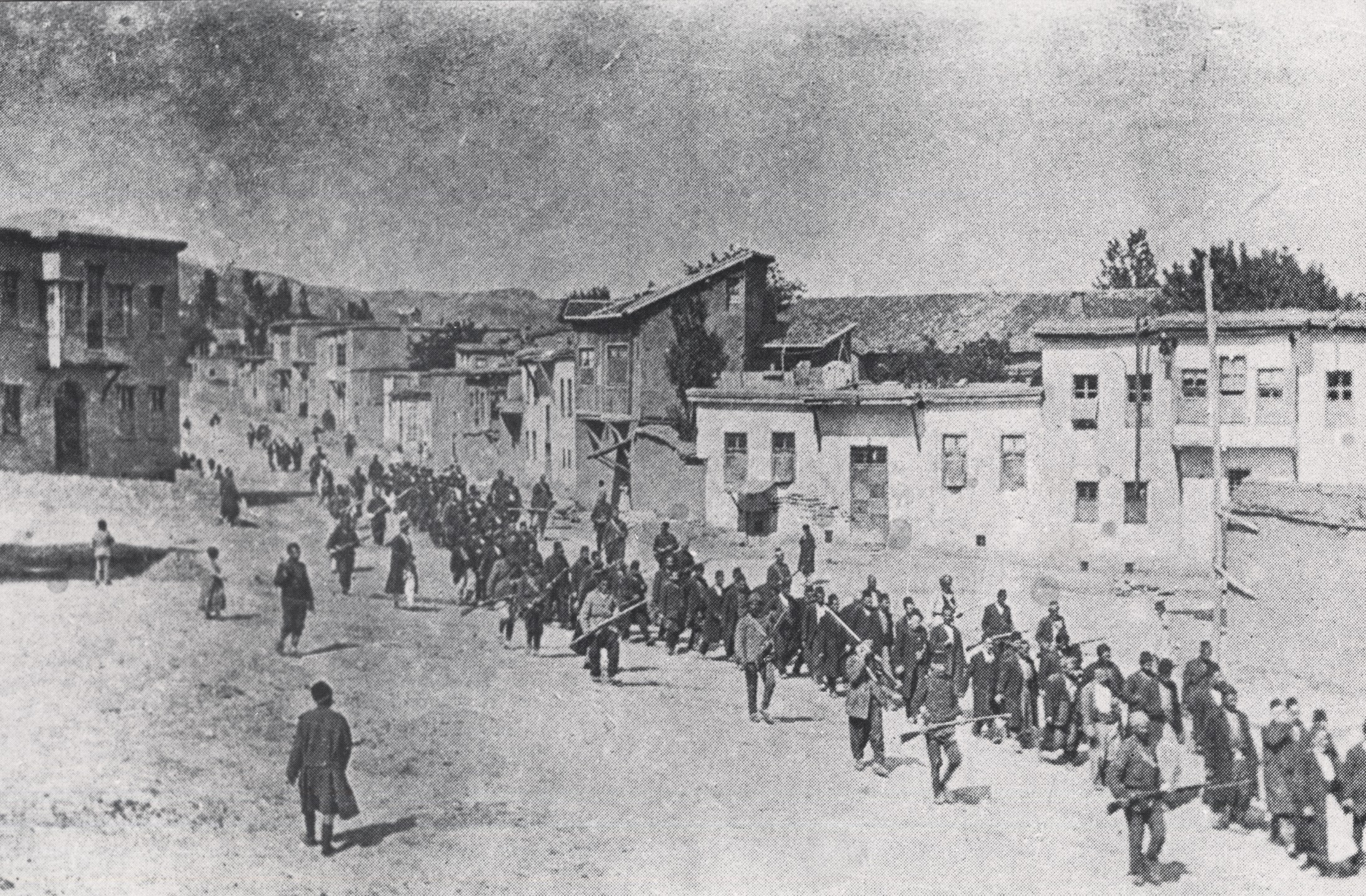
Arménští civilisté pochodují do nedaleké věznice v doprovodu tureckých vojáků. Kharpert, Osmanská říše, duben 1915

Arménská genocida je souhrnné označení pro zabití přibližně 1,5 milionu Arménů Turky během let 1915 a 1918. Začátek genocidy je každoročně připomínán 24. dubna. Podobné genocidy prováděli Turci v tomto období v Řecku a v Íránu na místním obyvatelstvu.
Turecká vláda sice připouští, že v dramatickém období rozpadu Osmanské říše zahynulo i mnoho Arménů, dlouhodobě však popírá, že by šlo o plánovitou genocidu; označení těchto událostí za genocidu může být v Turecku dokonce postihováno jako trestný čin „urážky tureckého národa“.

## Předehra

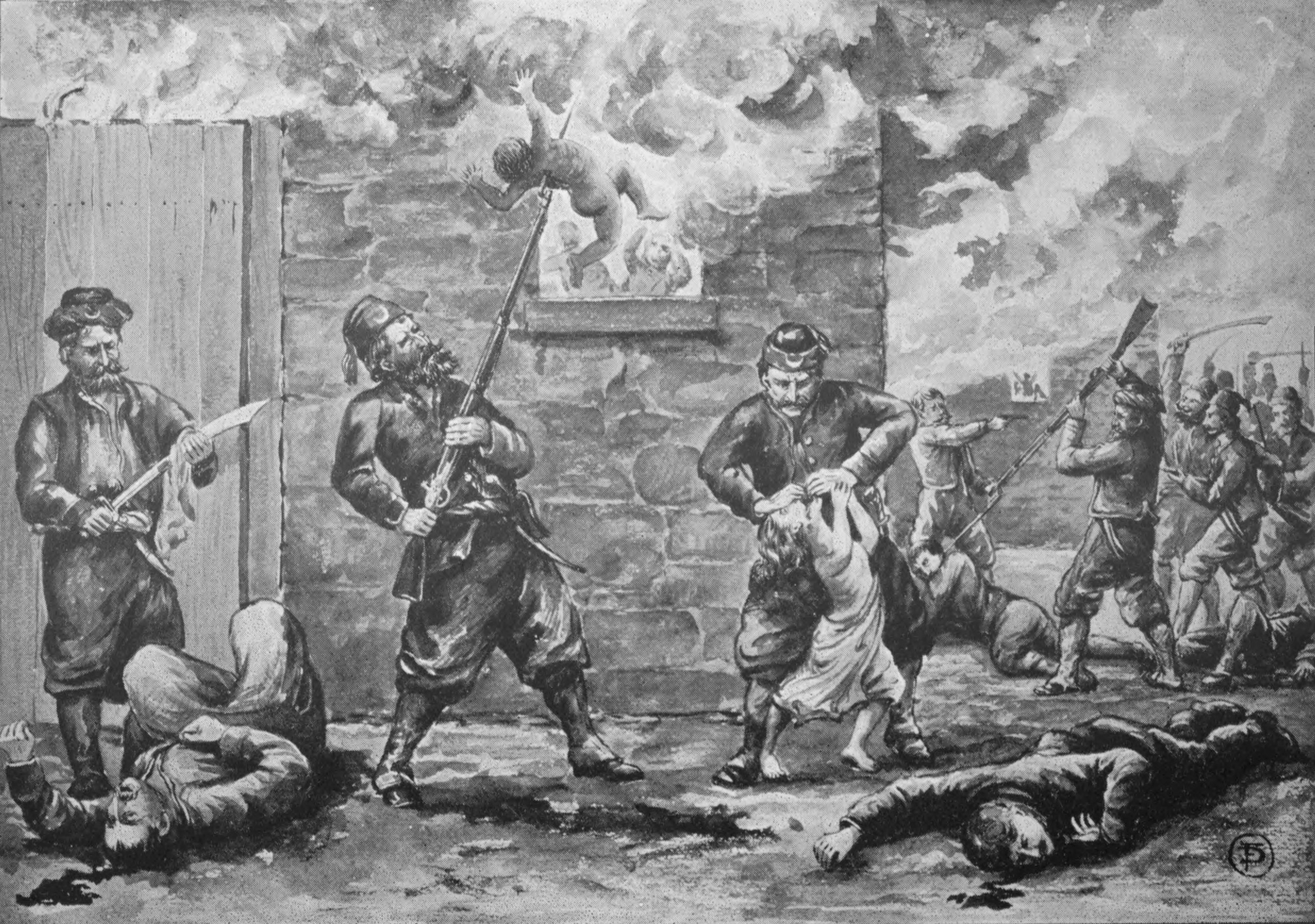
Masakr Arménů tak, jak je nakreslil očitý svědek

Berlínskou smlouvou z roku 1878 se stala Arménie součástí evropských zájmů a záminkou pro humanitární intervenci. Turecký sultán Abdülhamid II. se z obavy ze ztráty vlivu nad tímto územím, protože turecká Osmanská říše ztrácela postupně během celého 19. stol. evropská území, to jest Srbsko, Moldávii, Rumunsko, Řecko, rozhodl ze svého sídla v evropské Anatolii pohrozit evropským mocnostem a Arménům tím, že jich v letech 1895/96 cca 80 000 až 300 000 nechal vyvraždit (tzv. „arménské řeže“). Tím v podstatě začala série genocid. Arménská odbojová hnutí tak začala sílit, ale nenávist Osmanských Turků rovněž. V roce 1909 se odehrál další masakr v Kilikii. Zabito bylo 30 000 Arménů. Iniciátorem byla turecká strana Jednota a pokrok (tzv. mladoturci).

## Vliv balkánských válek
V roce 1912 vypukla první balkánská válka, která skončila porážkou Osmanské říše, při níž přišla o 85 % evropského území. Mnozí z obyvatel říše viděli porážku jako „Alláhův trest společnosti, která neuměla držet pospolu.“ Turecké národní hnutí postupně začalo spatřovat v Anatolii své poslední útočiště. 
Významným důsledkem balkánských válek bylo masové vyhnání muslimů z Balkánu. Ve skutečnosti byli již od poloviny 19. století v důsledku rusko-tureckých válek a balkánských konfliktů vyhoštěni nebo jinak přinuceni k odchodu z Kavkazu a Balkánu stovky tisíc muslimů, včetně Turků, Čerkesů a Čečenců.[zdroj?] Muslimská společnost v říši byla tímto přílivem uprchlíků rozlícena. Jeden z konstantinopolských deníků vyjádřil náladu té doby: „Toto ať je varováním… Nedělejte si pohodlí! Nenechte svou krev vychladnout, dokud se nepomstíte.“ Až 850 000 z těchto uprchlíků se usadilo v oblastech, kam již v letech 1878–1904 přišli a usadili se Arméni. Uprchlíci (turecky muhacirler) nelibě nesli status jejich poměrně dobře zajištěných sousedů a, jak poznamenal historik Taner Akçam i další, tito uprchlíci později sehráli při vraždění Arménů a zabírání jejich majetku během genocidy klíčovou roli.

## Genocida

Mapa deportačních a vyhlazovacích center, také masakrů

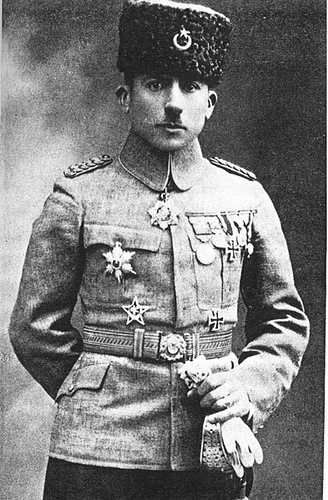
Rafael de Nogales Méndez, venezuelský důstojník, který sloužil v osmanské armádě a napsal podrobnou zprávu o zabíjení ve své knize Cuatro años bajo la media luna

2. listopadu 1914 se Osmanská říše zapojila do první světové války (na straně centrálních mocností). Krátce na to v lednu 1915 se turecká III. armáda střetla s ruskými vojsky na arménském území a byla v bitvě u Šarikamiše poražena. Arméni byli neoprávněně obviněni z toho, že byli příčinou turecké porážky. Vládní strana Jednota a pokrok („mladoturci“) začala připravovat genocidu, jakou Arménie, ani jiné okolní země nepamatovaly. Z bývalých kriminálníků byly vytvořeny vojenské oddíly, tzv. čete. Tato komanda od května 1915 deportovala Armény z východních provincií směrem ke koncentračnímu táboru v Aleppu. Většina z nich tento transport, při drastických podmínkách, které panovaly (hlad, žízeň, nemoci), nepřežila. Ti, kteří měli větší předpoklady k přežití (mladí muži), byli odvedeni opodál a popraveni. Významní lidé byli popraveni ještě před vydáním příkazu k deportaci. Ti, kteří přežili přesun do Aleppa, byli v další etapě posláni přes Syrskou poušť do tábora Dajr az-Zaur v Mezopotámii a pokud i to přežili, vyhnali je do pouště, kde neměli nejmenší šanci, nebo je zaživa upálili. V Dajr az-Zaur byl na památku obětem genocidy vystavěn křesťanský památník. V září 2014 byl tento památník poničen radikálními muslimskými stoupenci Islámského státu.
Pouze malé části se podařilo vyhlazování uniknout. Byli to hlavně obyvatelé provincie Van a ti, kteří uprchli během transportu do Istanbulu. Své útočiště našli v Egyptě, Sýrii nebo na Kypru. 
Už v době organizace vyvražďování se mnoho významných veřejných činitelů, diplomatů (americký velvyslanec v Turecku Henry Morgenthau) a duchovních (německý kněz Johannes Lepsius) pokusilo poukázat na události, které se v té době v Osmanské říši děly, ale bez výsledku.

## Operace Nemesis
Nemožnost dovolat se spravedlnosti na mezinárodní úrovni pro viníky masakrů arménského a potažmo křesťanského obyvatelstva zapříčinila vznik různých skupin volajících po spravedlnosti v rámci arménských možností. Na základě těchto okolností tedy vznikl po ukončení první světové války arménský plán provést odvetnou akci, která získala krycí název „Nemesis“. V rámci operace Nemesis byli hlavní strůjci genocidy za svůj podíl postupně zlikvidováni prostřednictvím série atentátů.[zdroj?]

## Současný pohled

Státy oficiálně uznávající genocidu
Státy výslovně popírající genocidu

Turecko, islámské země a Arménie mají na události zásadně odlišný pohled. Představitelé Arménie trvají na tom, že se jednalo o genocidu, odhadují počet zabitých na 1 až 2 miliony a žádají po Turecku odškodnění a poučení se z události do budoucna. Představitelé Turecka vnímají údajnou genocidu jako smrt několika set tisíc lidí obou národností v důsledku zmatků způsobených nutností rychle řešit problém kolaborace Arménů. Oba národy si většinově stojí za názory svých státních představitelů. Genocida je mezinárodně uznána v Arménii, Rusku, Kanadě, Francii, Švédsku, Litvě, Polsku, Německu, Rakousku, Lucembursku, Švýcarsku, Belgii, Nizozemsku, Itálii, Vatikánu, Řecku, Bulharsku, Kypru, Libanonu, Argentině, Brazílii, Chile, Paraguayi, Uruguayi, Venezuele, Bolívii, Slovensku a Česku. První zemí, která uznala Arménskou genocidu byl Uruguay. Na Slovensku je popírání genocidy Arménů trestný čin s odnětím svobody až na 5 let.[zdroj?]
V roce 2015 bylo přijato usnesení zahraničního výboru Sněmovny České republiky, které označilo hromadné vyvražďování Arménů za genocidu, Při státní návštěvě Arménie v roce 2016 se prezident Miloš Zeman vyslovil pro uznání genocidy Arménů českým parlamentem. Oficiálně Česko uznalo genocidu Arménů v dubnu 2017, kdy parlament přijal příslušné usnesení.
V některých státech, především USA, se o její uznání vedou tradiční spory. Vlády USA a Velké Británie odmítají uznat masakry Arménů za genocidu, především s ohledem na Turecko jako významného člena NATO a regionálního spojence. Žádná z ústředních islámských zemí, ani Izrael genocidu Arménů neuznávají.[zdroj?]
V sedmdesátých letech dvacátého století vznikla teroristická organizace ASALA, jejímž hlavním cílem bylo přinutit Turecko k uznání viny za Arménskou genocidu.[zdroj?]
Spolkový sněm SRN přijal 2. června 2016 rezoluci, kterou byly události v Osmanské říši označeny za genocidu.
V říjnu 2019 také Sněmovna reprezentantů USA přijala rezoluci uznávající turecký masakr Arménů za genocidu.

## Oficiální turecký pohled

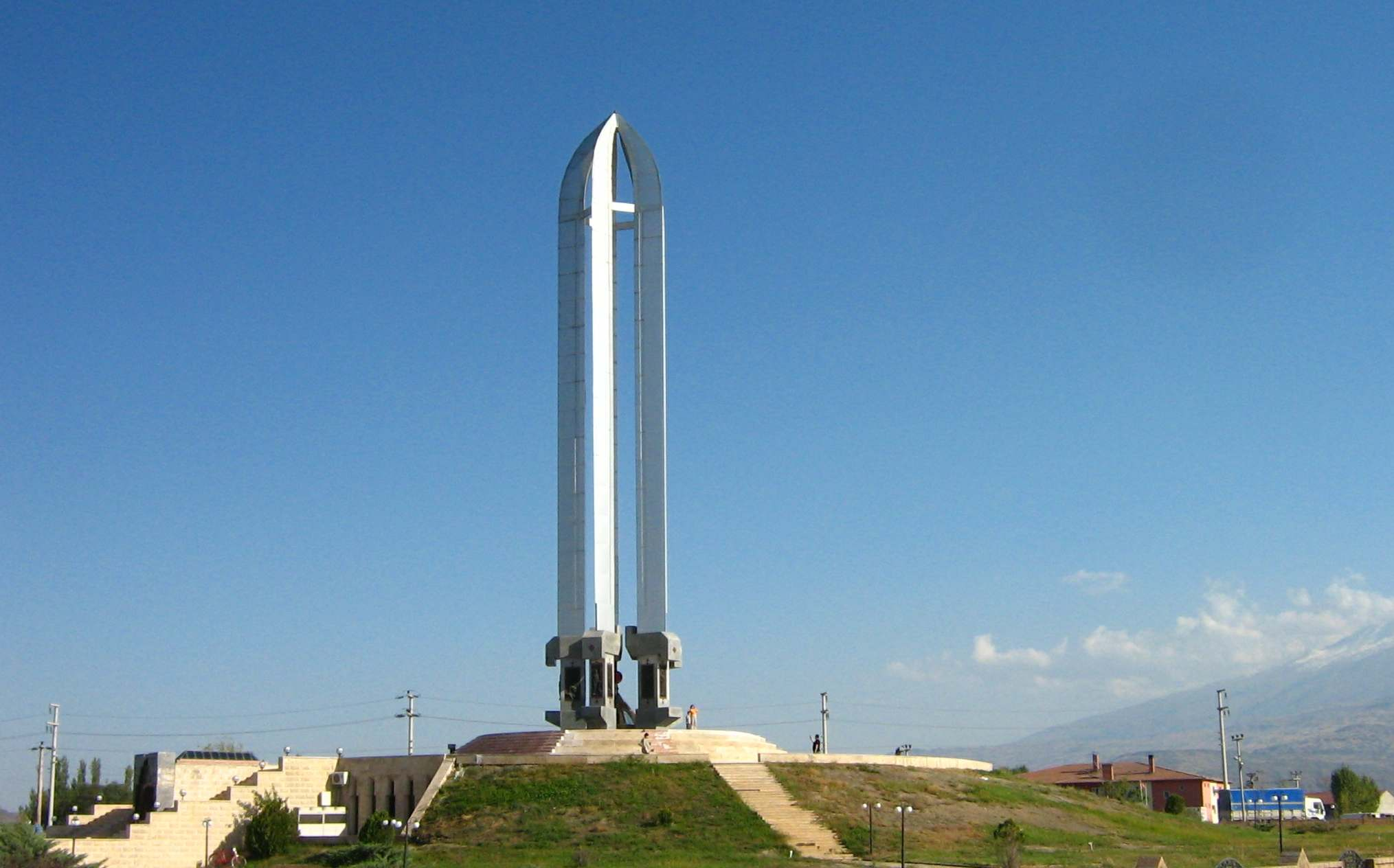
Památník a muzeum tureckých mučedníků zavražděných Armény v Iğdıru, jedna z institucí reprezentujících oficiální pohled turecké vlády na arménskou genocidu

Turecká vláda dlouhodobě odmítá, že by „události roku 1915“ (1915 Olayları), jak se v oficiálním tureckém diskursu tento fenomén označuje, byly genocidou ve smyslu mezinárodního práva. Obvinění z genocidy odmítaly všechny dosavadní turecké vlády a v současné době je odmítají všechny turecké parlamentní strany s výjimkou levicové až ultralevicové Lidově demokratické strany. Obvinění z genocidy odmítá také většina tureckých občanů – podle průzkumu z roku 2015 považuje tyto události za genocidu pouze 9,1 % Turků. Uznání arménské genocidy může být v Turecku trestáno jako trestný čin „urážky tureckého národa“ až dvěma lety vězení. Podle tohoto zákona byl za veřejné uznání masakrů Arménů a Kurdů obžalován také prozaik Orhan Pamuk, jediný turecký laureát Nobelovy ceny za literaturu; v roce 2011 byl odsouzen k peněžitému trestu. Evropský soud pro lidská práva v roce 2012 konstatoval, že existencí tohoto zákona Turecko porušuje právo na svobodu slova.
Oficiální turecký pohled, jak jej reprezentují dokumenty a studie publikované a odkazované v příslušném oddílu webových stránek tureckého ministerstva zahraničí, připouští, že při válkách a násilnostech doprovázejících rozpad Osmanské říše zahynulo mnoho příslušníků různých národností včetně Arménů, a vnímá to jako tragédii. Obvykle uváděný počet zemřelých Arménů však považuje za nerealisticky vysoký a odporující demografickým údajům uváděným v dobové literatuře, nadto odmítá, že by arménské etnikum bylo těmito násilnostmi zasaženo více než Turci či jiné národy v regionu nebo že by usmrcování Arménů probíhalo systematicky z iniciativy turecké vlády. Zdůrazňuje dále, že k násilnostem v tomto bouřlivém období docházelo rovněž ze strany Arménů vůči Turkům a že Arméni masově kolaborovali s carským Ruskem. Oficiální turecký pohled připouští i to, že turecká vláda nařídila (tzv. zákonem o deportacích, turecky Tehcir Kanunu nebo Sevk ve İskân Kanunu z 27. května 1915) a prováděla masové deportace Arménů do odlehlých oblastí, které byly údajně vynuceny válečnými důvody, trvá však na tom, že Arméni při nich nejenže nebyli usmrcováni, ale že je eskorta naopak měla chránit před lynčováním ze strany civilního obyvatelstva. Obvinění z genocidy chápe turecká vláda jako falšování historie na základě nespolehlivých zdrojů za účelem posílení postavení Arménie a snahu obhájit teroristické akce (Operace Nemesis, činnost Arménské tajné armády pro osvobození Arménie apod.).

## Den připomenutí arménské genocidy

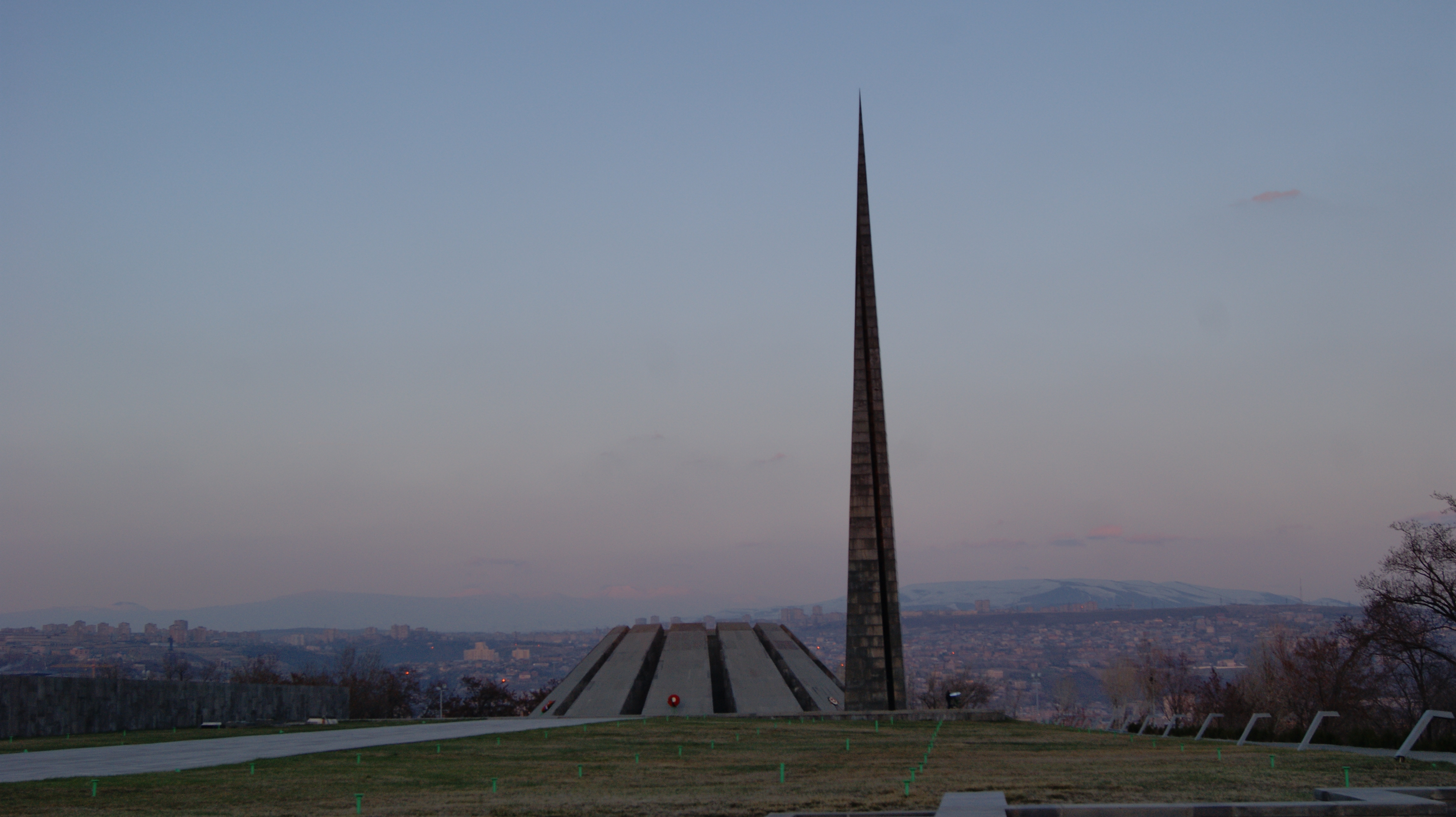
Památník genocidy v Jerevanu

24. dubna se každoročně připomíná začátek arménské genocidy z roku 1915, kdy bylo odvezeno do zadržovacího tábora okolo 250 arménských intelektuálů. Ministerstvo vnitra tehdy nařídilo zatknout všechny arménské politické a regionální vůdce podezřelé z protistátní, nebo nacionalistické činnosti. Jen v Istanbulu bylo během příštích pár týdnů zadrženo a popraveno 2 345 Arménů. Velká část z nich nebyli nacionalisté, ani nebyli nijak spojeni s politikou, nikdo z nich nebyl souzen z válečných ani jiných zločinů a naprostá většina nepřežila.
V Arménii je tento den státním svátkem. První připomínku organizovala skupina přeživších genocidy a konala se v Istanbulu v roce 1919 v místním arménském kostele sv. Trojice. V Jerevanu navštěvují k připomínce 24. dubna desetitisíce lidí věčný plamen u památníku genocidy, na vrcholu arménské hory Tsitsernakaberd. Tato událost byla popsána historiky jako dekapitace, která měla zbavit arménské obyvatelstvo vedení a šance na odpor.[zdroj?]

## Český pohled
Češi měli svědectví o genocidě Arménů z první ruky už krátce po vzniku samostatného Československa. Oblastí se pohyboval Karel Hansa, jehož kniha Hrůzy Východu vyšla v roce 1923 v Berouně.
Stihl v ní shromáždit očitá svědectví a popsat dozvuky masakrů.
- „Děti ležely v největším stupni smrtelné horečky bez pomoci na holé zemi v kalu, blátě, vodě. Co živ budu, nezapomenu těch maličkých tvorů, těch trpitelů za viny nespáchané.“

Jeden český inženýr zaměstnaný v Osmanské říši na železnici, podal Hansovi svědectví:
- „... během šesti hodin bylo povražděno ve městě Angora více než 1 500 mužů. Všechny svázali a odvedli za město, kde je na odlehlém místě řezníci poráželi jako jateční dobytek.“

25. dubna 2017 uznal Parlament České republiky masakr Arménů v Osmanské říší za genocidu, také český prezident Miloš Zeman masakr opakovaně označil za genocidu.

## Obraz v umění

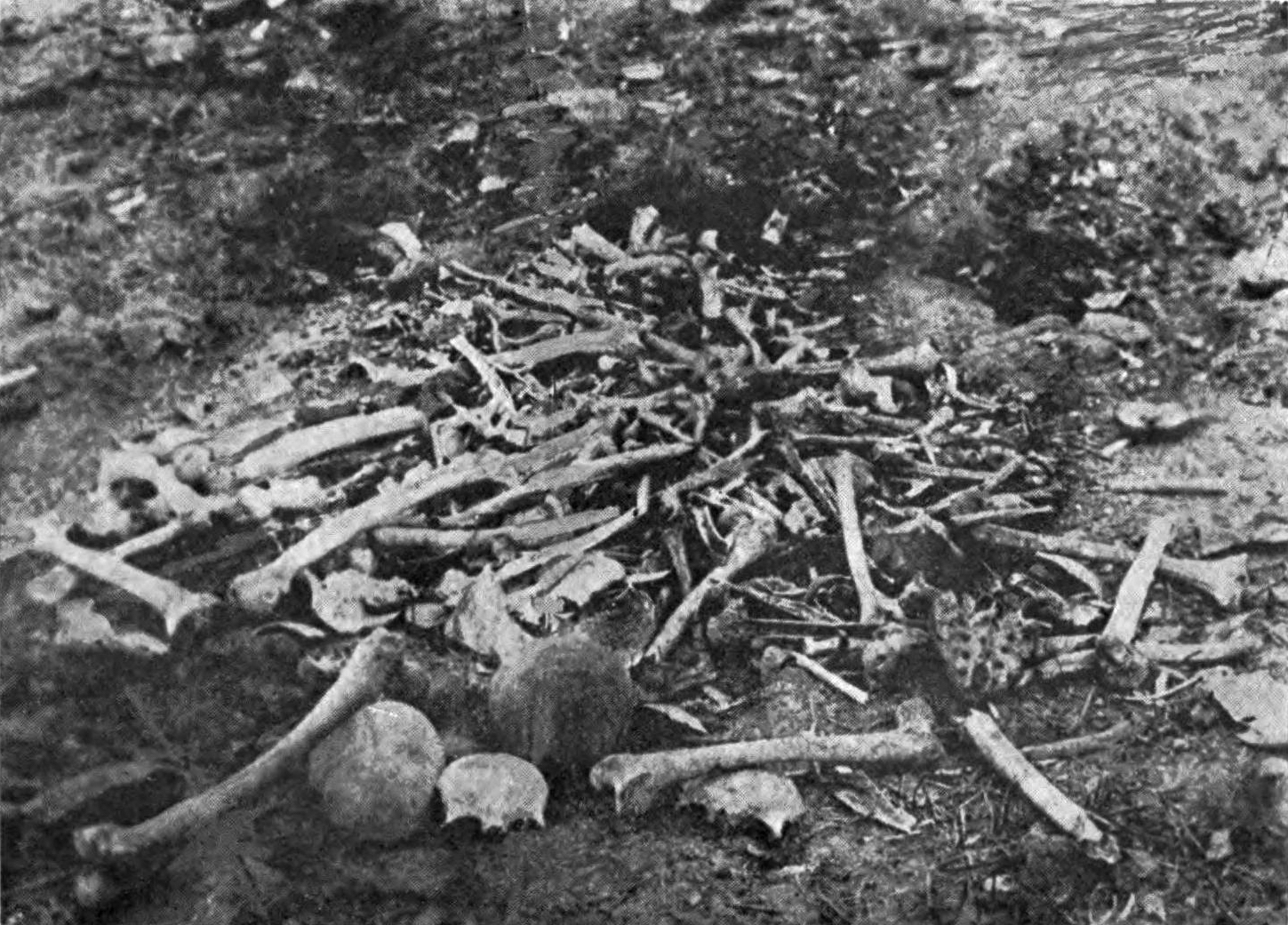
Pozůstatky Arménů zmasakrovaných v Erzincanu

O arménské genocidě pojednává rozsáhlý historický román rakousko-židovského spisovatele Franze Werfela Čtyřicet dnů (v originále Die vierzig Tage des Musa Dagh) z roku 1933 (do češtiny přeložil poprvé už v roce 1934 Pavel Eisner). Čtyřicet dnů je doba, po kterou trval zoufalý a beznadějný boj Arménů z okolí hory Musa Dagh s Turky.
Dále vytvořil plastický obraz života arménské komunity a jejích tradic v této pohnuté době německý Žid Edgar Hilsenrath, a to svým románem Das Märchen vom letzten Gedanken, česky Pohádka o poslední myšlence Autor zde přibližuje tehdejší události prostřednictvím pohádky vyprávěné v nekonečném dialogu doplněném pro autora charakteristickým černým humorem. Téma arménské genocidy se ocitlo i v tvorbě hudební skupiny System of a Down, jejíž členové spolupracovali na dokumentu Screamers (2006) a také mají arménské předky. Téma genocidy Arménů bylo zpracováno i v mnoha filmech jako např. ve filmu režisérů Paola a Vittoria Taviani Skřivánčí dvůr (2007). O genocidě se zmiňuje ve své knize Ptáci bez křídel britský spisovatel Louis de Bernières.[zdroj?]

## Fotografie z genocidy

Arménští uprchlíci
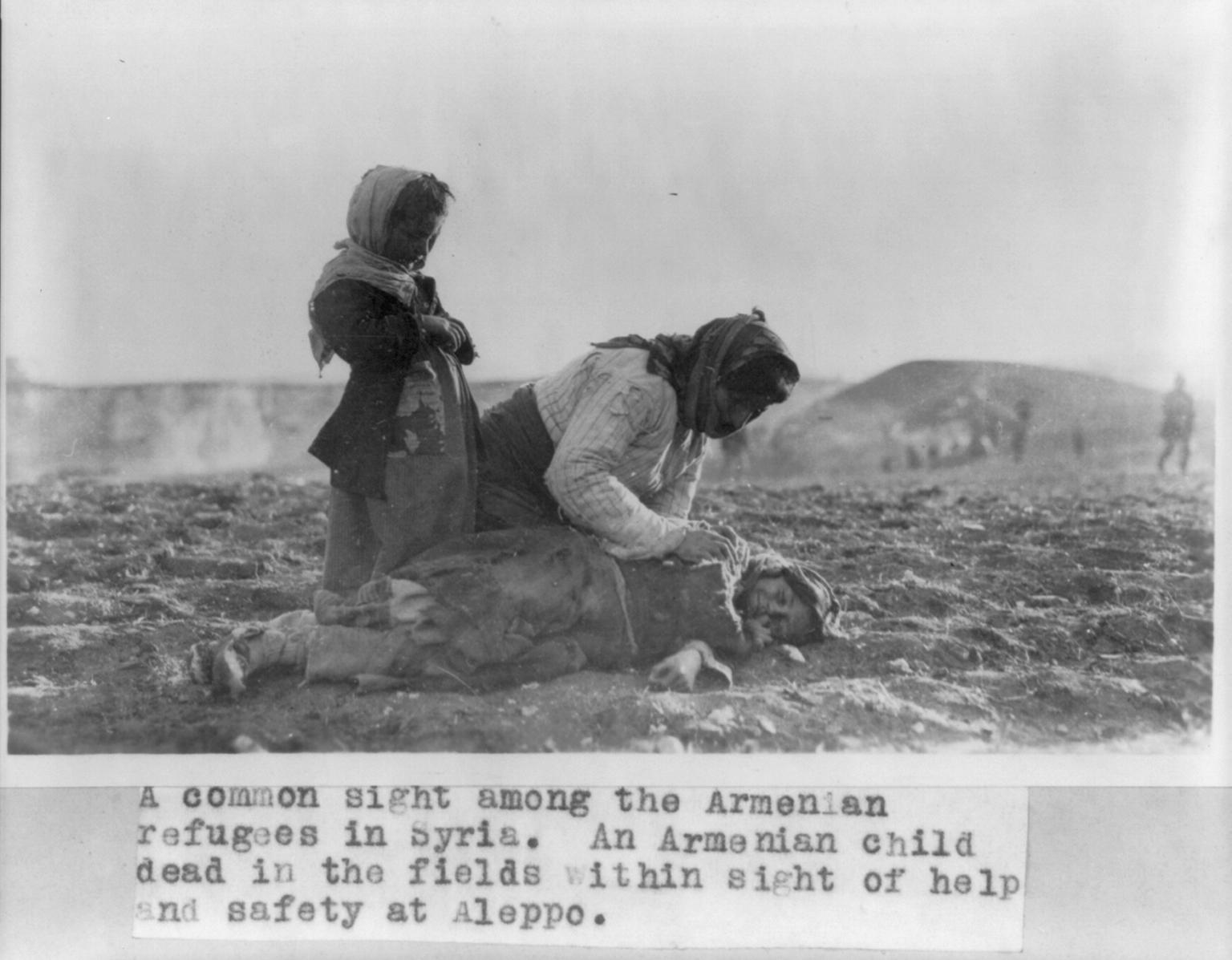
Arménka klečí u mrtvého dítěte
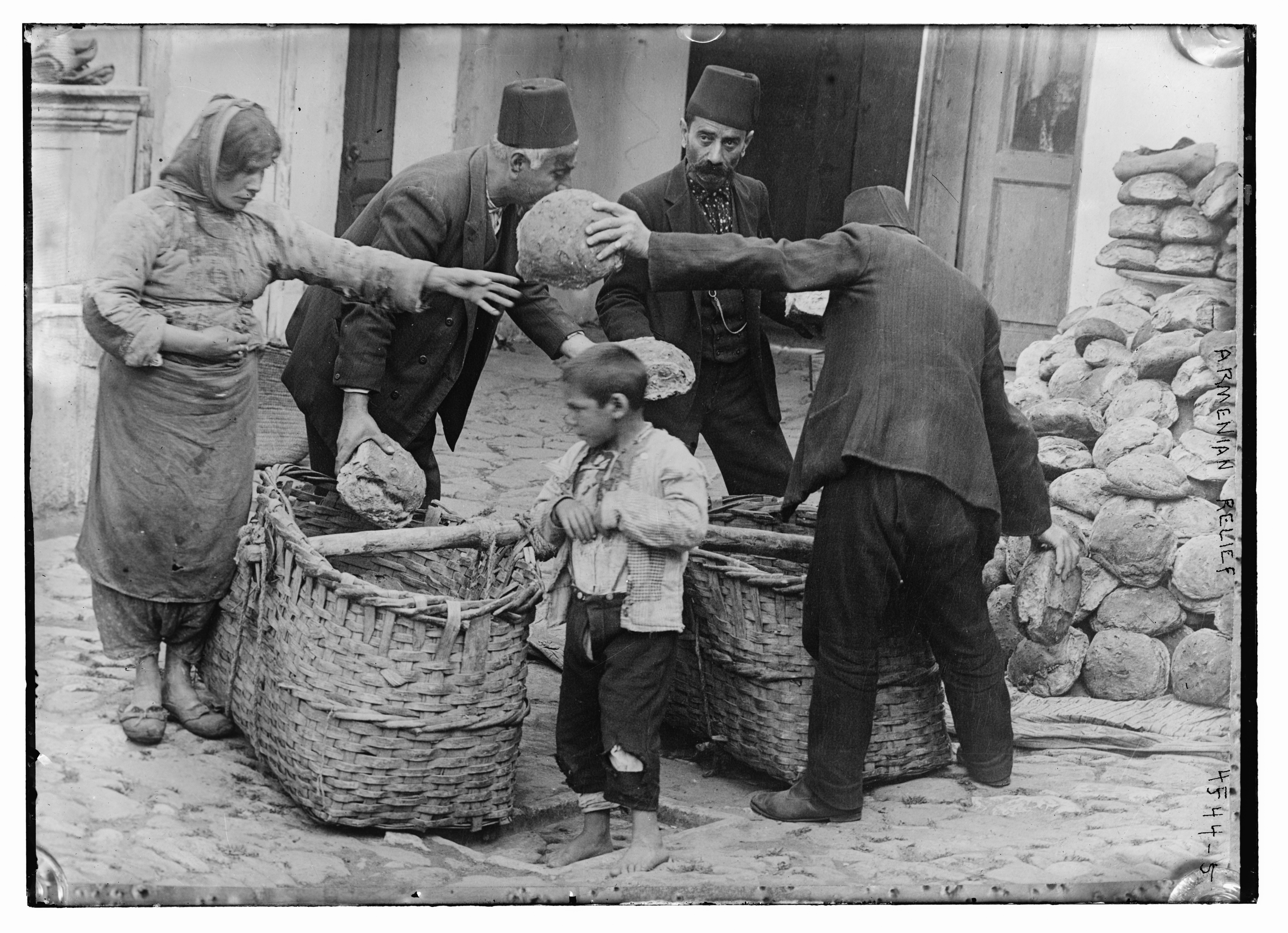
Potravinová pomoc
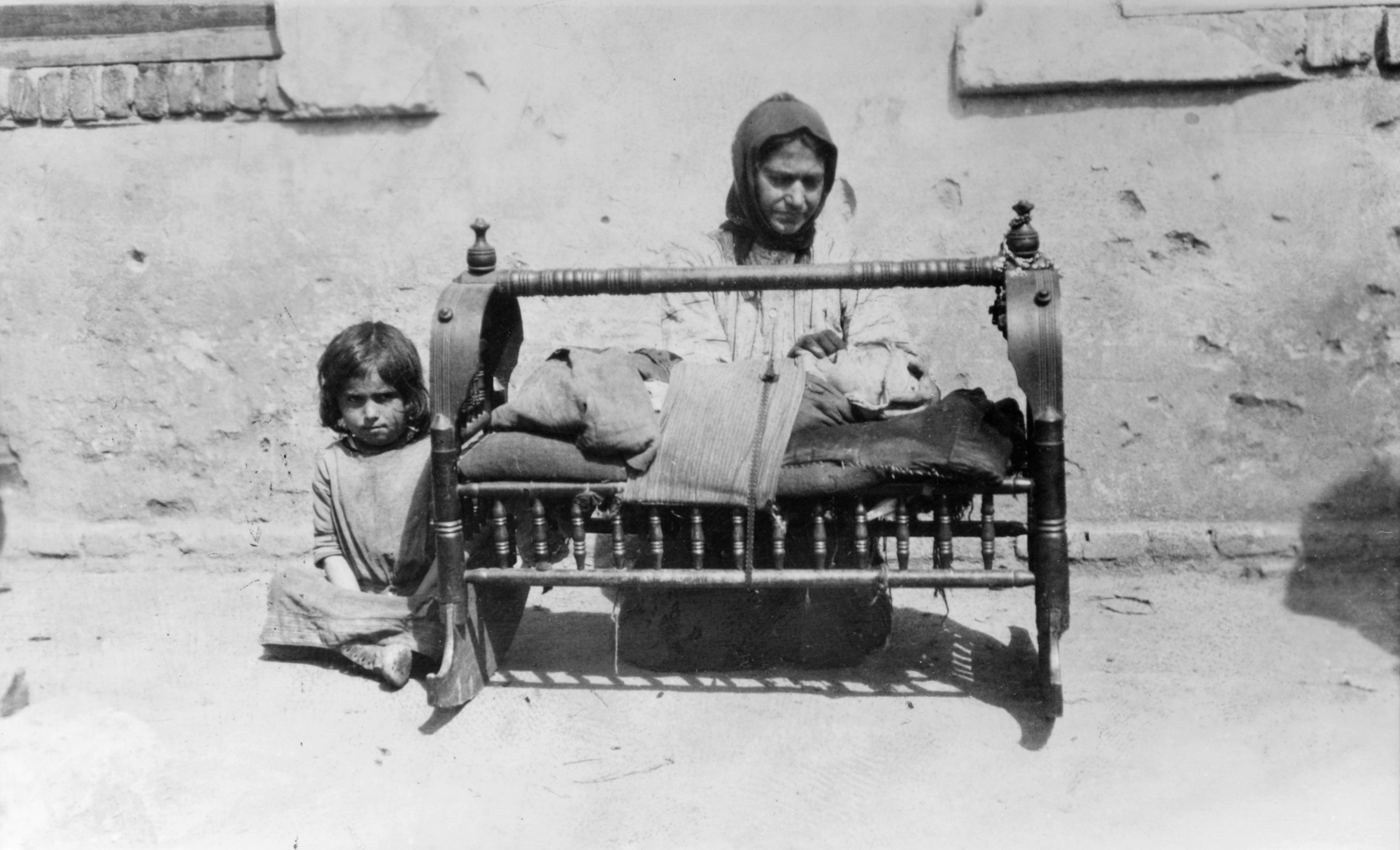
Žena s dítětem
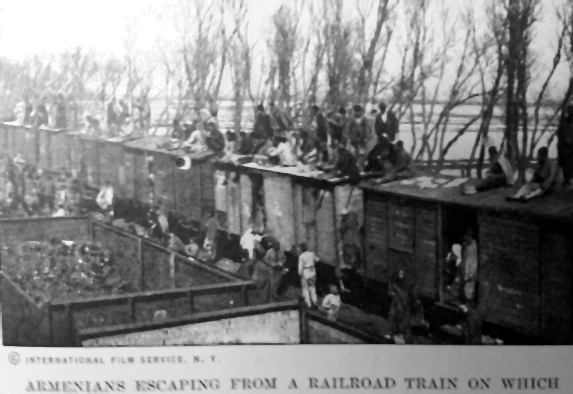
Transport Arménů
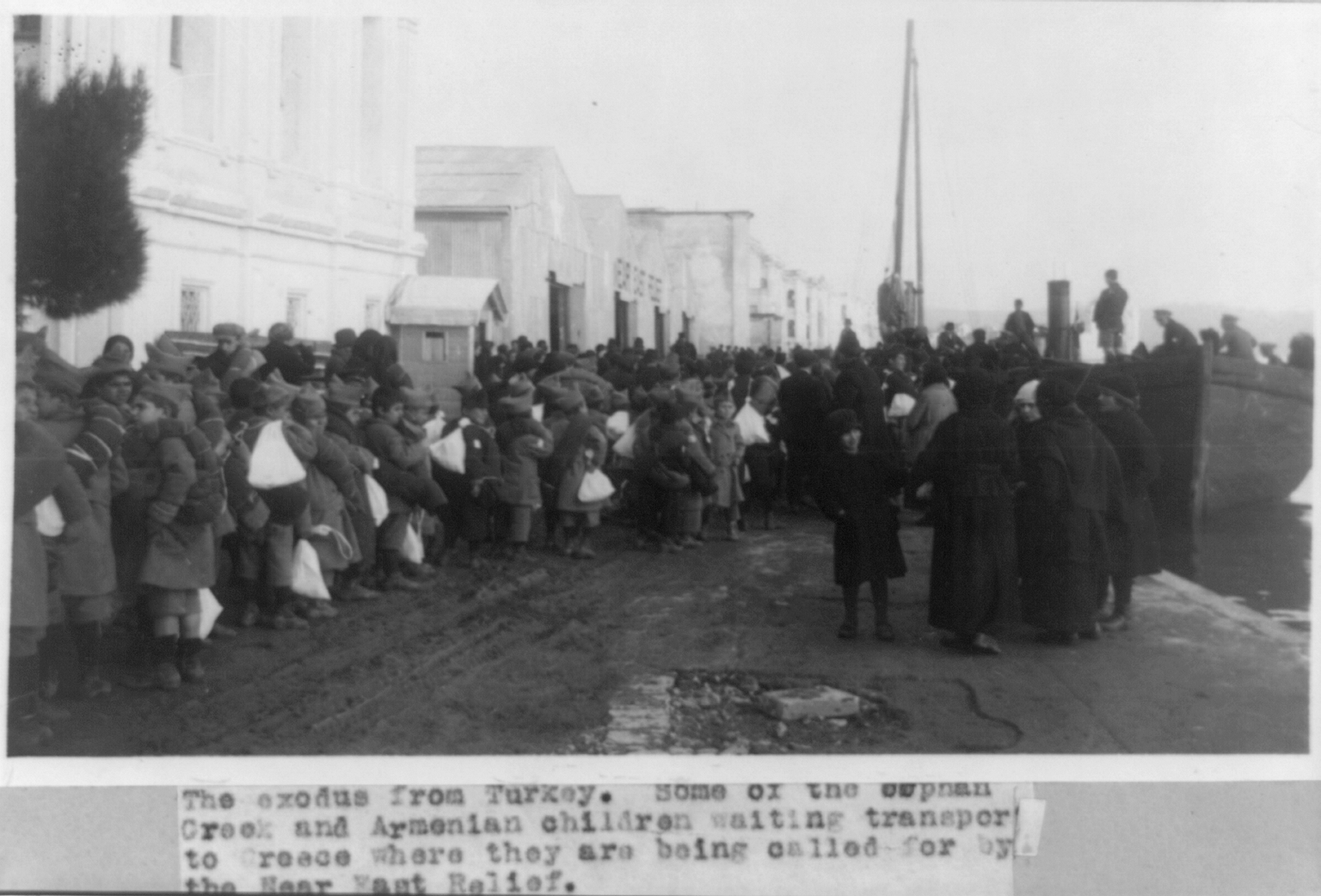
Transport do Řecka
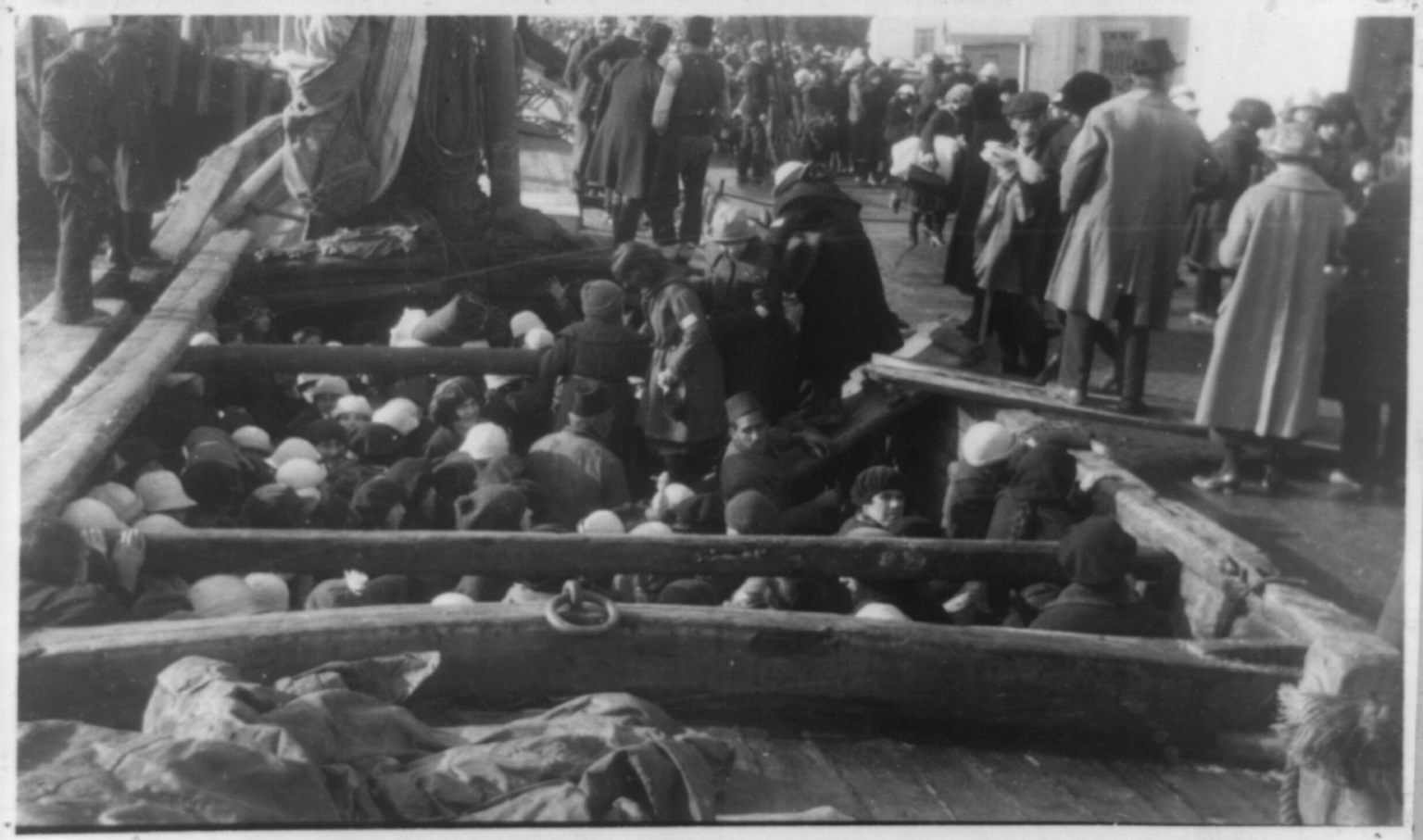
Rovněž do Řecka
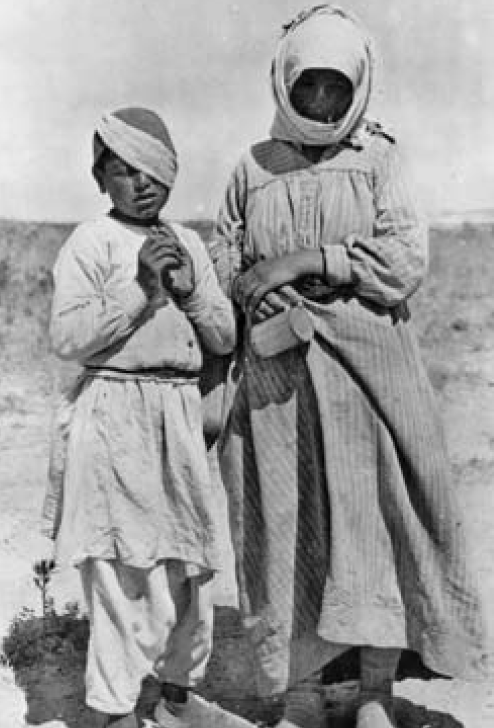
Další uprchlíci
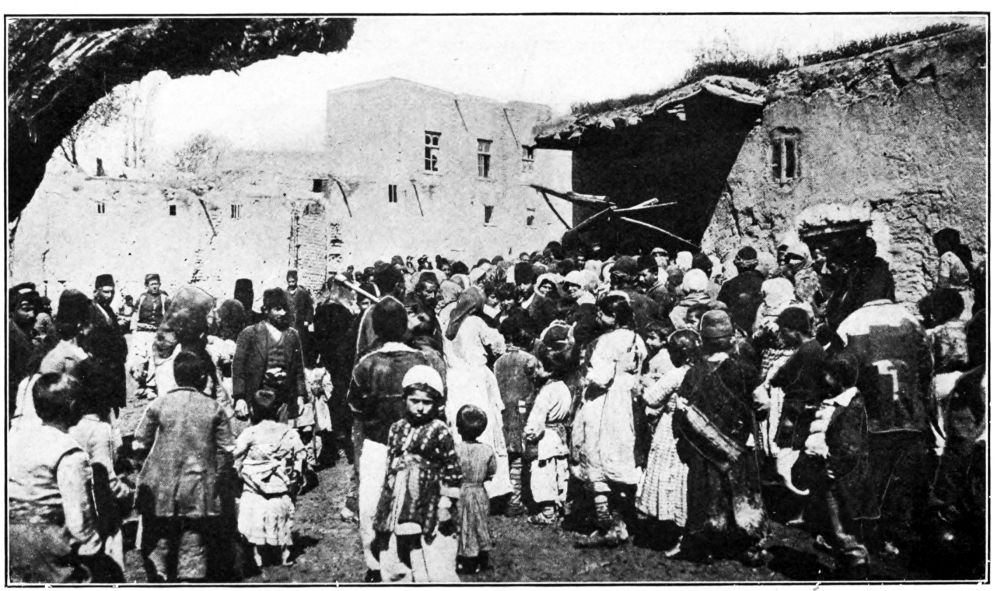
Ve Vanu
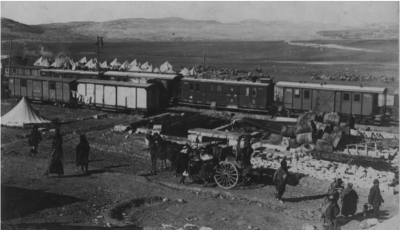
Stany v Aleppu
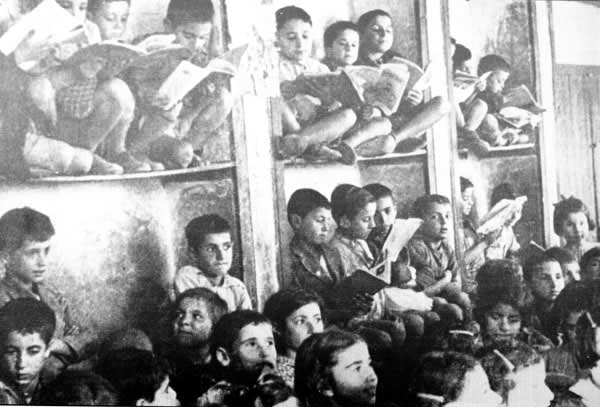
Aleppo, Sýrie.
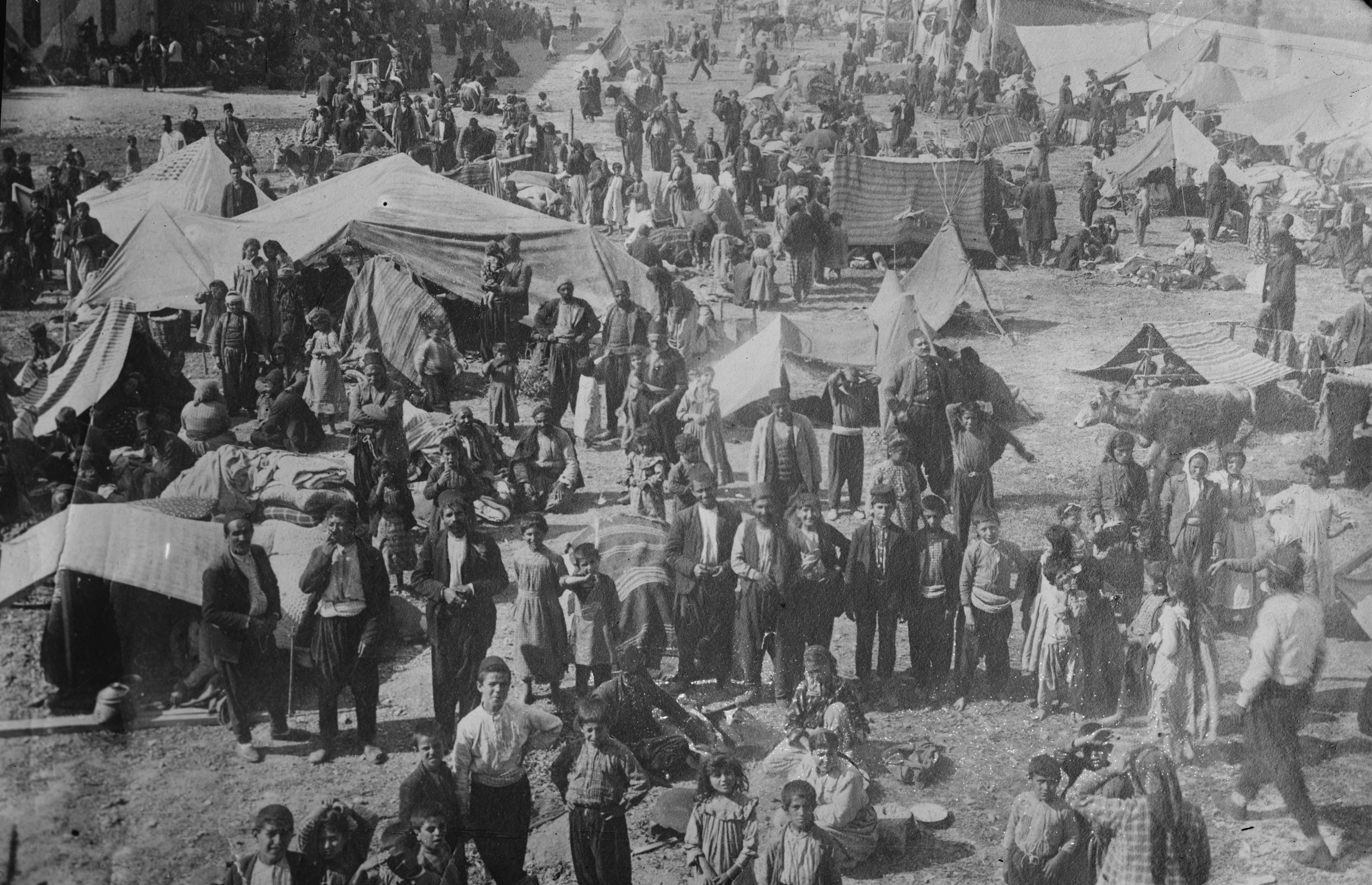
Sýrie
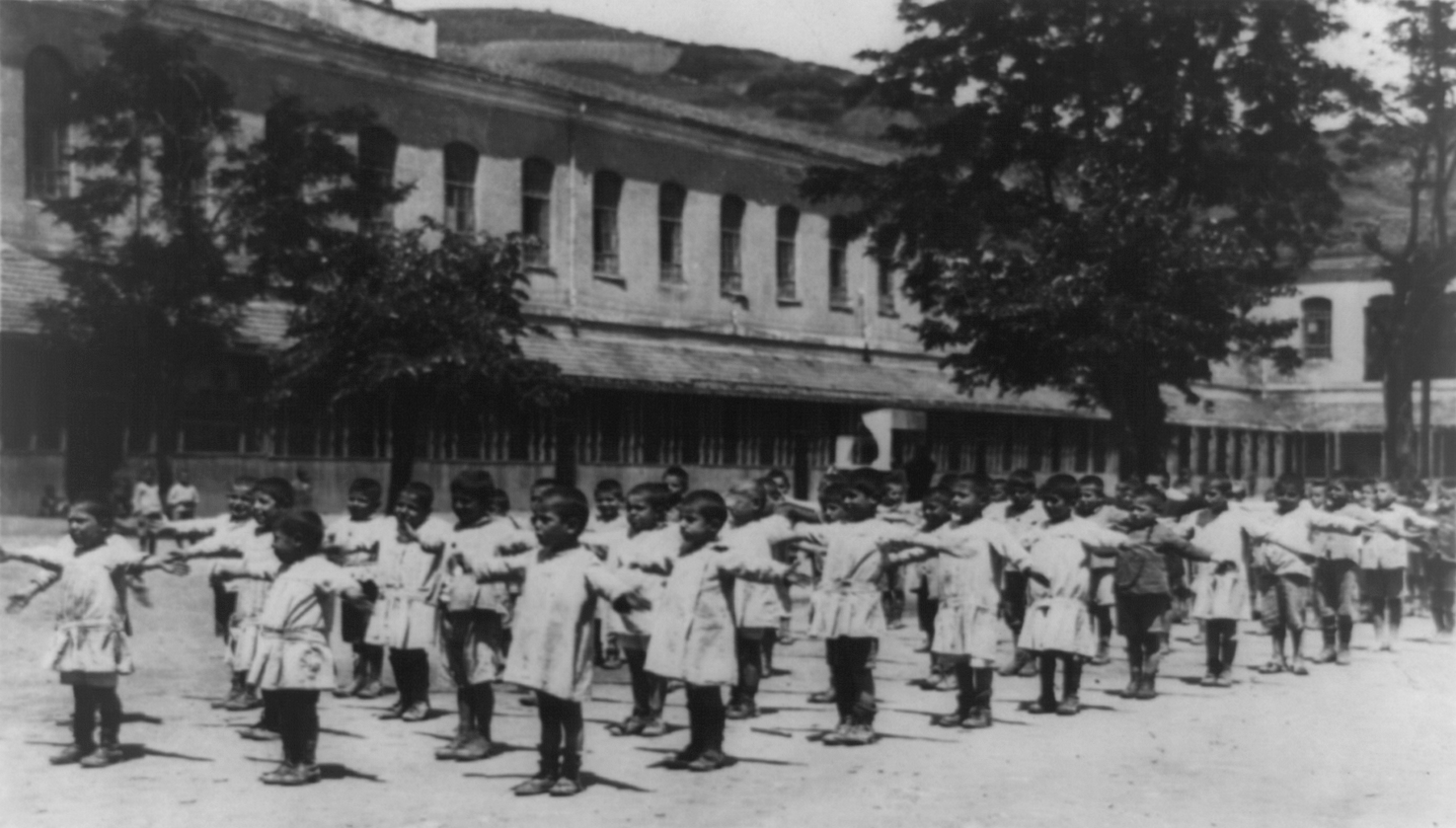
Arméni v Sýrii
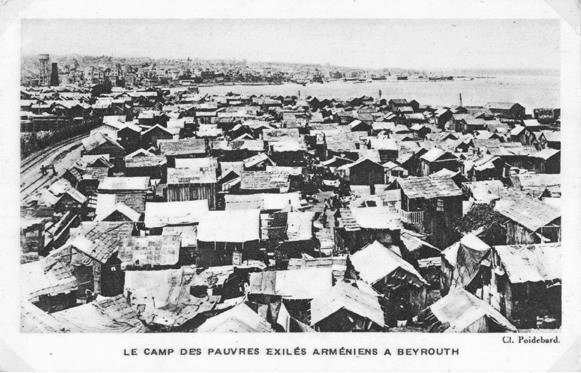
Bejrút
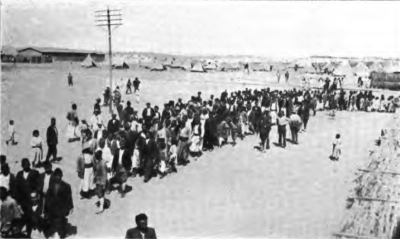
Port Said, Egypt.
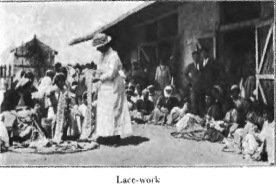
Bitlis
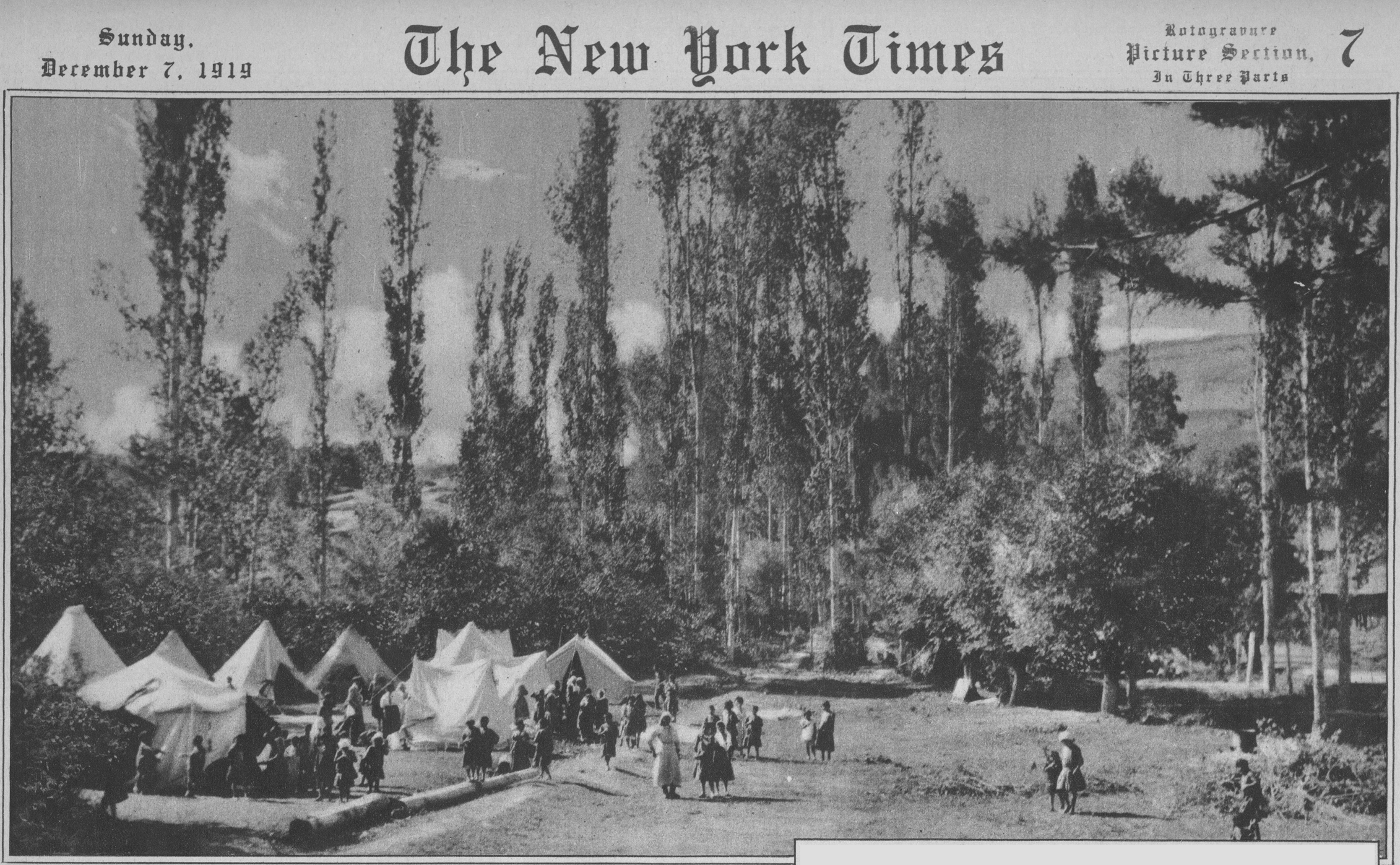
Sivas
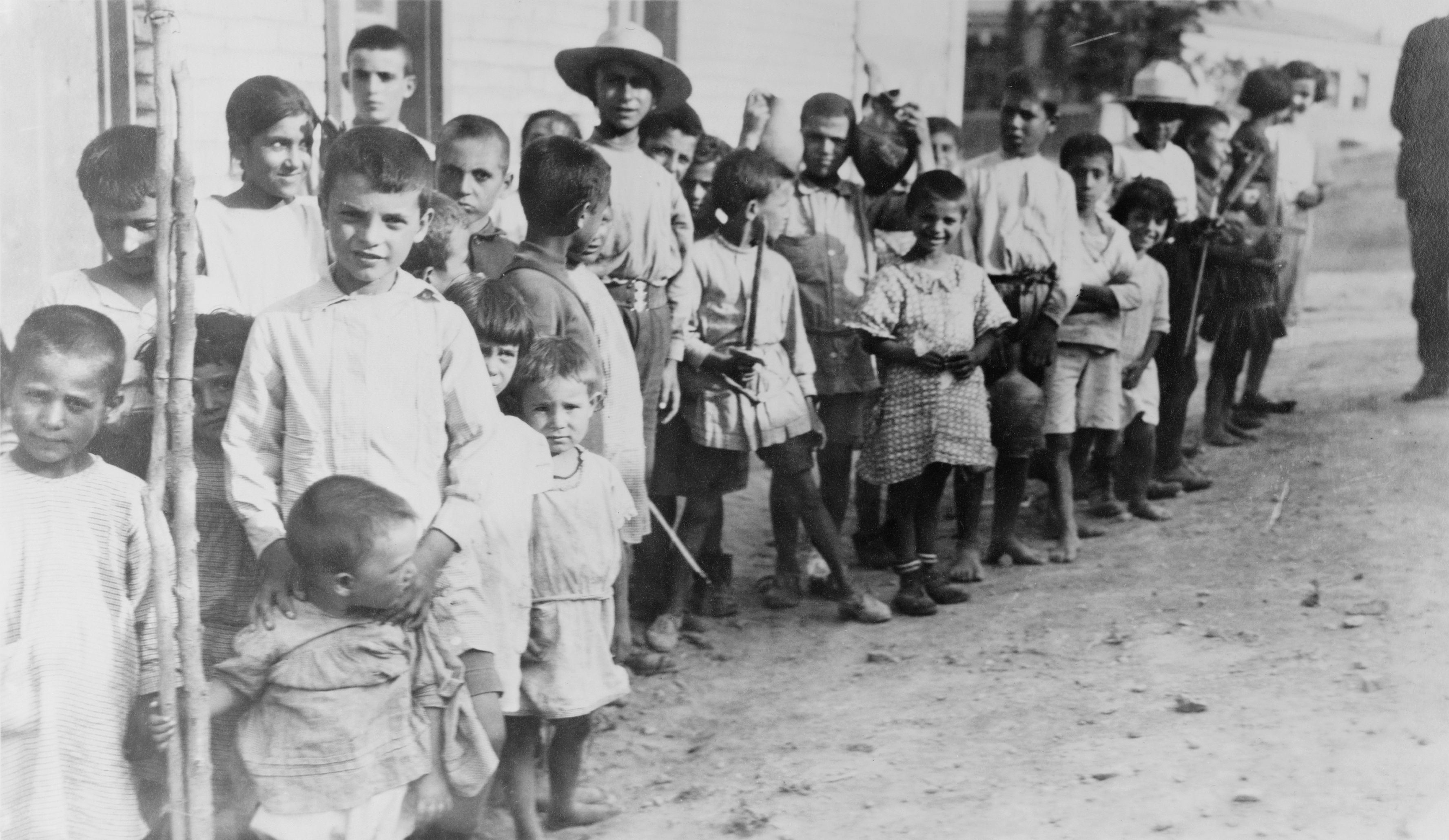
Arménské děti poblíž Athén, 1923, po výměnách obyvatel mez Řeckem a Tureckem
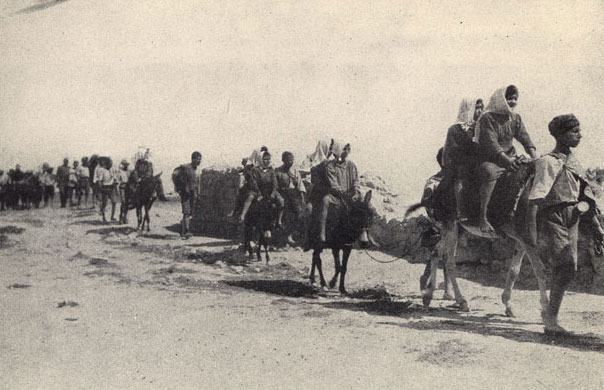
5 000 dětí z Karputu na cestě s osly